# Que sais-je ?

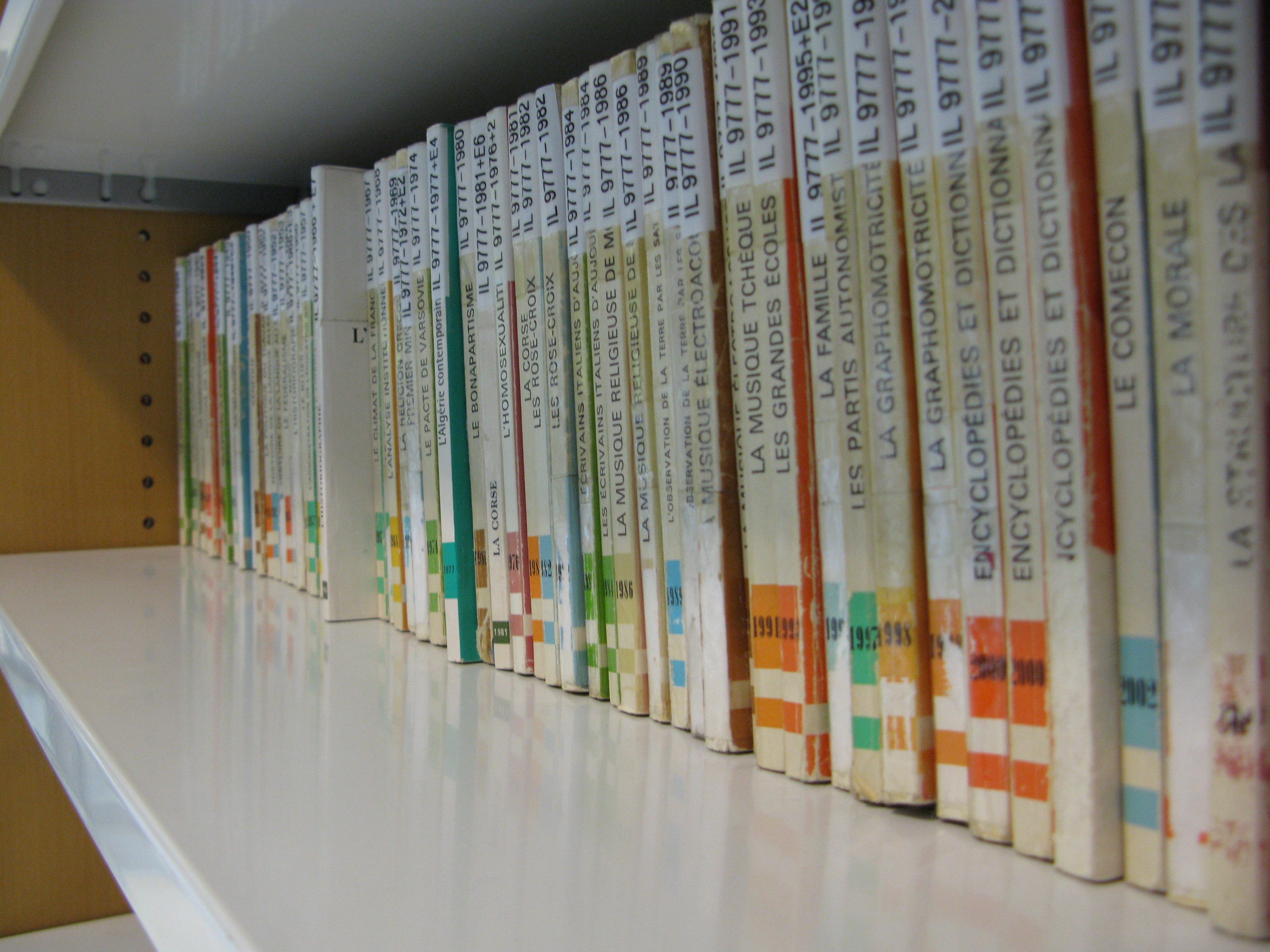
Eine Sammlung von Que sais-je ?

Que sais-je ? (zu Deutsch: Was weiß ich?) ist eine Editionsreihe der Presses Universitaires de France, die 1941 durch Paul Angoulvent begründet wurde. Die Reihe vereinigt Sachbücher, welche das Wesentliche eines Fachgebiets im Taschenbuchformat auf 128 Seiten behandeln. Die Ausrüstung des Einbandes ist spartanisch im Einheitsdesign gehalten und auf Abbildungen wird weitgehend verzichtet. Dies macht einen kleinen Verkaufspreis möglich.

## Reihentitel
Der Titel der Reihe geht zurück auf einen berühmten Satz in den Essays von Michel de Montaigne über das bescheidene Ausmaß menschlichen Wissens in Anbetracht der unendlichen Ausdehnung des Wissensgegenstandes und dem geraden roten Faden des humanistischen Denkansatzes der Renaissance zu dieser Erkenntnis.

## Erfolg
Die Reihe umfasst im aktuellen Katalog mehr als 4.000 Titel und stellt damit in ihrer Gesamtheit eine große Enzyklopädie dar, die alle Bereiche menschlicher Erkenntnis abdeckt, soweit sie Themen an Universitäten oder in der Populärkultur sind.
Die einzelnen Bändchen werden anlässlich jeder Neuauflage aktualisiert und aus dem Katalog zurückgezogen, wenn sie veraltet sind.
Die Gesamtauflage in französischer Sprache beträgt mehr als 160 Millionen Exemplare (Stand: 2004). Sie ist heute weltweit einer der größten Wissensspeicher, dessen Bände von Fachleuten ihrer Disziplin für das breite Publikum geschrieben wurden.
Einzelne Bände der Reihe wurden in 43 Sprachen übersetzt.

## Vergleichbare Unternehmungen
In Deutschland begründete der Hamburger Verlag Johannes Maria Hoeppner 1957 die Reihe Was weiss ich? als Enzyklopädie des XX. Jahrhunderts. Bis 1960 erschienen 20 aus der französischen Reihe übersetzte Bände. 30 weitere angekündigte Bände kamen nicht mehr zum Druck.
Andere französische Verlage haben ähnliche Reihen aufgelegt, wie zum Beispiel „Repères“ bei La Découverte oder „Clefs“ bei Montchrestien.
Ähnlichen Konzepten folgen zum Beispiel die deutsche Reihe „C.H. Beck Wissen“ oder die englische Reihe „Very Short Introductions“ von Oxford University Press, früher im deutschsprachigen Bereich die „Sammlung Göschen“, zuletzt beim Verlag Walter de Gruyter, oder die Reihe „Aus Natur und Geisteswelt“ bei B. G. Teubner.